# Pădurea Borovăț
Pădurea Borovăț este o arie protejată de interes național ce corespunde categoriei a IV-a IUCN (rezervație naturală de tip forestier) situată în județul Mehedinți, pe teritoriul administrativ al comunei Bâlvănești.

## Localizare
Aria naturală  se află în partea central-vestică a județului Mehedinți  (în Podișul Mehedinți), pe teritoriul sud-vestic comunei Bâlvănești, în lunca dreaptă al văii Borovățului, unul dintre afluenții râului Topolnița.

## Descriere
Rezervația naturală a fost declarată arie protejată prin Legea Nr.5 din 6 martie 2000, publicată în Monitorul Oficial al României, Nr. 152 din 12 aprilie 2000 (privind aprobarea Planului de amenajare a teritoriului național - Secțiunea a III-a - zone protejate) și se întinde pe o suprafață de 30 hectare. 
Aria protejată reprezintă o zonă împădurită în bazinul pârâului Borovăț, cu rol de protecție pentru o specie arboricolă de conifer, cunoscută sub denumirea de pin negru de Banat (Pinus nigra ssp.banatica).